# Bataille de Vertou
Guerre de Vendée
Batailles
La bataille de Vertou se déroule du 26 août au 5 septembre 1793 lors de la première guerre de Vendée.

## Déroulement
Le 26 août, le général Jean-Baptiste de Canclaux envoie 5 000 soldats attaquer les forces de Lyrot aux Sorinières et au château de la Maillardière, à Vertou. Les Vendéens sont battus et chassés de la ville, cependant Lyrot revient avec des renforts le 28. Les deux camps s'affrontent pendant trois jours au pont de Vertou jusqu'à ce que Lyrot décide d'ordonner la retraite.
Lyrot lance alors un appel à l'aide à Charette, Couëtus et La Cathelinière. Seul Charette semble avoir répondu. Cependant, ce dernier est alors malade selon Le Bouvier-Desmortiers.
Lyrot peine à rassembler ses hommes pour un nouveau combat, mais le 5 septembre les Vendéens repartent à l'assaut avec quatre colonnes. Tout juste rentré de Tours, le général Canclaux donne alors l'ordre au général Beysser de se porter à la rencontre des Vendéens.
Les combats s'engagent en début de matinée. Leur déroulement et les effectifs engagés sont cependant assez mal connus. D'après les mémoires de Pierre-Suzanne Lucas de La Championnière, les paysans, rendus furieux par les incendies provoqués par Beysser dans les environs, se battent « vigoureusement » et semblent longtemps avoir l'avantage. Aux Sorinières, le général Emmanuel de Grouchy repousse la deuxième colonne, commandée par Goulaine. Charette arrive ensuite aux landes du Ragon avec la troisième colonne et fait mettre en batterie son artillerie. Cependant, le commandant Verger lance une attaque à la baïonnette avec ses grenadiers et les hussards américains, qui sème la panique dans les rangs Vendéens. Une quatrième colonne est ensuite repoussée par Grouchy. Les combats prennent fin à six heures du soir.
Quelques jours plus tard, l'armée de Port-Saint-Père, commandée par La Cathelinière fait également une tentative contre les républicains, mais elle est repoussée après un petit combat au bois du Breil, à Bouguenais.